# 天津CTF金融センター
天津CTF金融センター（中国語：天津周大福濱海中心、英語：Tianjin CTF Finance Centre）は、中華人民共和国天津市浜海新区にある超高層ビルである。高さは530mあり、高銀金融117に次いで天津市で2番目に高いビルであり、世界で8番目に高いビルである。100階未満のビルの中で世界一高い。

## 概要
建物はスキッドモア・オーウィングズ・アンド・メリルとロナルド・ル・アンド・パートナーズによって設計され、天津経済技術開発区の郊外に位置する。
起工式は2009年11月20日に行われ、当時天津市市長の黄興国が出席した。建設工事は2013年に始まった。
2017年4月に建物が計画されていた高さに到達したことがCTBUHによって発表された。建物は2019年9月に竣工した。